# Kristine Tånnander
Kristine Tånnander (Kristine Elisabeth Tånnander; * 21. November 1955 in Malmö) ist eine ehemalige schwedische Siebenkämpferin.
Bei den Leichtathletik-Europameisterschaften 1982 in Athen wurde sie mit ihrer persönlichen Bestleistung von 5984 Punkten Elfte und bei den Leichtathletik-Weltmeisterschaften 1983 in Helsinki und den Olympischen Spielen in Los Angeles jeweils Zwölfte.
Neunmal wurde sie Schwedische Meisterin im Fünf- bzw. Siebenkampf (1974, 1975, 1978–1983, 1985) und einmal über 100 m Hürden (1976).
Ihr Vater Kjell Tånnander und ihre Schwester Annette Tånnander waren ebenfalls in der Leichtathletik erfolgreich.